# Karl-Heinz Tuschel
Karl-Heinz Tuschel (* 23. März 1928 in Magdeburg; † 12. Februar 2005 in Berlin) war ein deutscher Science-Fiction-Autor, Lyriker und Kabaretttexter. Tuschel gilt als einer der beliebtesten und produktivsten DDR-Autoren des Genres der Science-Fiction.

## Leben
Karl-Heinz Tuschel wurde 1928 in Magdeburg geboren. Nach dem Abitur und einem Studium der Mathematik arbeitete er in der chemischen Industrie, im Bergbau, in Redaktionen und in der FDJ. In dieser Periode entstanden erste Gedichte und erste kleine Werke.
1958 bis 1961 studierte er am Institut für Literatur „Johannes R. Becher“ in Leipzig, war Dramaturg beim Kabarett Die Kneifzange und beim Erich-Weinert-Ensemble der NVA.
Ab dem Jahr 1976 arbeitete er als freier Schriftsteller.
Karl-Heinz Tuschel verstarb am 12. Februar 2005 im Alter von 76 Jahren in Berlin. Sein letzter Erzählband erschien erst nach seinem Tode. Er hinterließ zwei unvollendete Romane.

## Werke

### Erzählungen
- Das doppelte Rätsel, 1966
- Terrasse von A'hi-nur, 1968
- Der unauffällige Mr. McHine, 1969
- Raumflotte greift nicht an, 1976
- Kaderfragen, 1977
- Kalte Sonne, 1977
- Der unverständliche Funkspruch, 1977
- Die Legende vom Mai 97, 1977
- Wie ich meinen linken Beruf wechselte, 1977
- Havariefall Lun - ALF 17, 1978
- Der Tod im silbernen Band, 1978
- SOS von BioSat, 1979
- Experiment Antimaterie, 1980
- Computerspuk in Kosmograd, 1981
- Das Geheimnis der Mascons, 1982
- Projekt Pandora, 1983
- Angriff aus hundert Jahren Distanz, 1984
- Ein Experten System, 1987
- Alarm am Vormittag, 1988
- Das Gras des Paradieses, 1990
- Sternbedeckung, 1990
- Das Lächeln der alten Dame, 1992
- Die Umarmung des Meeres, 1993

### Erzählbände
- Der unauffällige Mr. McHine. Militärverlag der DDR, Berlin 1970 (Das doppelte Rätsel, Terrasse von A'hi-nur, Der unauffällige Mr. McHine).

1972 erschien ebenfalls im Militärverlag eine Taschenbuchausgabe „Das Taschenbuch 145“, in der die Erzählung Das doppelte Rätsel nicht mit abgedruckt wurde.
- Raumflotte greift nicht an. Militärverlag, Berlin 1977 (Raumflotte greift nicht an, Kalte Sonne, Der unverständliche Funkspruch, Die Legende vom Mai 97, Kaderfragen, Wie ich meinen linken Beruf wechselte).
- Inspektion Raumsicherheit. Verlag Neues Leben, Berlin 1984, DNB 870354221 (Havariefall Lun - ALF 17, SOS von BioSat, Experiment Antimaterie, Computerspuk in Kosmograd, Das Geheimnis der Mascons, Projekt Pandora).
- Sternbedeckung. Projekte-Verlag, Halle 2006, ISBN 3-86634-123-7 (Sternbedeckung, Ein Expertensystem. Das Lächeln der alten Dame, Ein Scheusal meldet sich zu Wort, Das Gras des Paradieses, Quarantäne, Angriff aus hundert Jahren Distanz, Kleiner Mann im Ohr, Die Umarmung des Meeres, Rike gibt nicht auf).

### Romane
- Ein Stern fliegt vorbei (= Spannend erzählt. Band 75). Verlag Neues Leben, Berlin 1967 (Neuauflage im Projekte-Verlag Cornelius, Halle 2010, ISBN 978-3-86634-935-3).
- Der purpurne Planet (= Spannend erzählt. Band 100). Verlag Neues Leben, Berlin 1971, DNB 720045509.
- Die Insel der Roboter. Militärverlag der Deutschen Demokratischen Republik, Berlin 1973, DNB 740599135.
- Das Rätsel Sigma (= Spannend erzählt. Band 121). Verlag Neues Leben, Berlin 1974, ISBN 3-355-00892-3.
- Die blaue Sonne der Paksi (= Spannend erzählt. Band 142). Verlag Neues Leben, Berlin 1978, ISBN 3-355-00461-8.
- Kommando Venus 3. Militärverlag der Deutschen Demokratischen Republik, Berlin 1980, DNB 800273141.
- Zielstern Beteigeuze (= Spannend erzählt. Band 174). Verlag Neues Leben, Berlin 1982, DNB 831171189.
- Leitstrahl für Aldebaran. Militärverlag der Deutschen Demokratischen Republik, Berlin 1983, DNB 840183526.
- Kurs Minosmond (= Spannend erzählt. Band 207). Verlag Neues Leben Ort=Berlin, 1986, ISBN 3-355-00165-1. Auch: Aufbruch zu den Sternen. Projekte-Verlag Cornelius, Halle 2007, ISBN 978-3-86634-248-4 (bearbeitete Fassung).
- Unternehmen Three Cheers. Militärverlag der Deutschen Demokratischen Republik, Berlin 1989, ISBN 3-327-00793-4.,
- Der Mann von IDEA. GNN-Verlag, Berlin 1995, ISBN 3-929994-36-4.
- Balance am Rande des Todes. TES, Erfurt 2002 (Neuauflage im Projekte-Verlag Cornelius, Halle, 2007, ISBN 978-3-86634-458-7).
- Zwischen Perseus und Schütze. Edition SOLAR-X im Projekte-Verlag 188, Halle 2004, ISBN 3-86634-143-1.